# الإعاقة في إندونيسيا
تختلف التقديرات الخاصة بانتشار الإعاقة في إندونيسيا على نطاق واسع بناءً على المعايير. تشير تقارير تعداد إندونيسيا لعام 2010 إلى أن 4.29% فقط من الإندونيسيين يعانون من إعاقات، وتُشكل نسبة الإعاقة 3.94% بين الرجال و4.64% بين النساء. على النقيض من ذلك، تشير البيانات المستمدة من رسكيداس للأسر لعام 2007، استنادًا إلى تعريف وجود قدر كبير من الصعوبة في مجال وظيفي واحد على الأقل، إلى معدل إعاقة بنسبة 11.05% مع نسبة إعاقة تشمل 9.40% للذكور و12.57% للإناث. وتُظهِر كلتا مجموعتي البيانات أن معدلات الإعاقة ترتفع بشكل كبير مع تقدم العمر.
إندونيسيا طرف في اتفاقية الأمم المتحدة لحقوق الأشخاص ذوي الإعاقة، حيث وقعت على المعاهدة في 30 مارس 2007 وصدقت عليها في 30 نوفمبر 2011.